# Monte Pian Real
Il Monte Pian Real (2.619 m s.l.m.) è una montagna delle Alpi del Monginevro nelle Alpi Cozie. Si trova in Piemonte (Città metropolitana di Torino).

## Caratteristiche
La montagna è collocata lungo lo spartiacque tra la Val Susa e la Val Sangone a nord-est del Monte Rocciavrè, alla testata della valle del Sangonetto (Val Sangone). A nord il Colle delle Vallette la separa dalla Punta Costabruna, a sud un colletto a 2.552 m di quota (colletto Ricciavré) lo divide dalla Punta del Lago (2.616 m s.l.m.). Verso est dal monte Pian Real si origina un costolone sul quale si trova la Rocca Rossa (2.391 m) e che divide tra loro la valle principale del Sangone da quella del Sangonetto.

## Salita alla vetta
La montagna viene salita in genere dal versante nord (inizialmente per cresta) a partire dal Colle delle Vallette (2.302 m) per una traccia di sentiero segnalata con tacche bianco-rosse su roccette e massi. La difficoltà di ascensione è valutata di grado EE (escursionisti esperti).

## Protezione della natura
Il monte Pian Real si trova all'interno del Parco naturale Orsiera - Rocciavrè.